# Sant Miquel d'Enviny
Sant Miquel d'Enviny és una ermita romànica del poble d'Enviny, al terme municipal de Sort, de la comarca del Pallars Sobirà. Pertanyia a l'antic terme d'Enviny.
És a poc més de 300 metres del poble, i a poc més de 200 de la seva església parroquial, al sud-sud-oest. Queda també a prop al sud-est de Llarvén i al nord de Montardit de Dalt, a l'esquerra de la Llau de les Tosques.